# Королевский логистический корпус
Королевский логистический корпус (англ. Royal Logistic Corps) — род войск в Британской армии, который занимается тыловым обеспечением войск и является крупнейшим в армии корпусом.

## История
Королевский логистический корпус был сформирован 5 апреля 1993 года после объединения пяти следующих корпусов Британской армии:
- Почтовая и курьерская служба Королевских инженеров (англ. Royal Engineers Postal and Courier Service);
- Королевский транспортный корпус[англ.] (англ. Royal Corps of Transport);
- Королевский армейский артиллерийско-технический корпус[англ.] (англ. Royal Army Ordnance Corps);
- Королевский сапёрный корпус[англ.] (англ. Royal Pioneer Corps);
- Армейский корпус общественного питания[англ.] (англ. Army Catering Corps).

В состав Королевского логистического корпуса входят как регулярные, так и подразделения армейского резерва.
RLC является единственным логистическим корпусом британской армии с боевыми почестями, полученными в результате преемства от предшествовавших исторически тыловых транспортных подразделений Королевского обоза и их преемников в качестве кавалерии. Унаследованная боевая слава:
- Пиренейские войны;
- Битва при Ватерлоо;
- Осада Лакхнау;
- Битва за форты Дагу (1900);
- Битва за Пекин.

## Штаб-квартира
Штаб корпуса расположен в Уорти-Даун-Кэмпе (Worthy Down Camp) возле г. Уинчестер, графство Гэмпшир.

## Музей
Музей Королевского логистического корпуса ранее располагался в Королевских казармах принцессы Дипкат возле города Камберли, графство Суррей. После переезда в Уорти-Даун близ Уинчестера музей был закрыт. Заново открыт в мае 2021 года.